# Septième arrondissement électoral du Nord (Douai) de 1821 à 1830
Le 7e arrondissement électoral du Nord était l'une des 8 circonscriptions législatives françaises que comptait le département du Nord pendant la Seconde Restauration.

## Description géographique et démographique
Le 7e arrondissement électoral du Nord était situé à la périphérie de l'agglomération douaisienne. Située entre les arrondissements de Lille et de Cambrai, la circonscription est centrée autour de la ville de Douai.  
Elle regroupait les divisions administratives suivantes : Canton de Douai-Nord ; Canton de Douai-Sud-Ouest ; Canton de Douai-Sud ; Canton d'Arleux ; Canton de Marchiennes  et le Canton d'Orchies.

## Historique des députations
| Législature    | Début de mandat  | Fin de mandat    | Député élu                | Parti politique        | Observations                                             |
| -------------- | ---------------- | ---------------- | ------------------------- | ---------------------- | -------------------------------------------------------- |
| 2e législature | 13 novembre 1822 | 24 décembre 1823 | Georges Durand d'Elecourt | Majorité ministérielle |                                                          |
| 3e législature | 25 février 1824  | 5 novembre 1827  | Georges Durand d'Elecourt | Majorité ministérielle |                                                          |
| 4e législature | 17 novembre 1827 | 31 mai 1830      | Georges Durand d'Elecourt | Majorité ministérielle | La chambre élue sera dissoute par le Roi le 16 mai 1830. |